# أسبغورن رود
أسبغورن رود (بالنرويجية البوكمول: Asbjørn Ruud)‏ هو متزلج قفز نرويجي، ولد في 6 أكتوبر 1919 في كونغسبرغ في النرويج، وتوفي في 26 مارس 1989 في أوسلو في النرويج.

## وصلات خارجية
- أسبغورن رود على موقع الاتحاد الدولي للتزلج (القفز التزلجي) (الإنجليزية)
- أسبغورن رود على موقع أوليمبيديا (الإنجليزية)